# Lac Vistonída
Le lac Vistonída (grec moderne : λίμνη Βιστωνίδα), ou lac Vistonís (katharévousa : λίμνη Βιστωνίς), est un lac de la côte grecque dans la région Macédoine-Orientale-et-Thrace. Il est raccordé à la mer par un canal artificiel construit dans les années 1950. Il héberge un écosystème varié comprenant des poissons, des batraciens, des reptiles, des mammifères et des oiseaux au sein du parc national de Macédoine-Orientale-et-Thrace.
C'est l’ancien lac Bistonis (Bistonis palus).

## Galerie

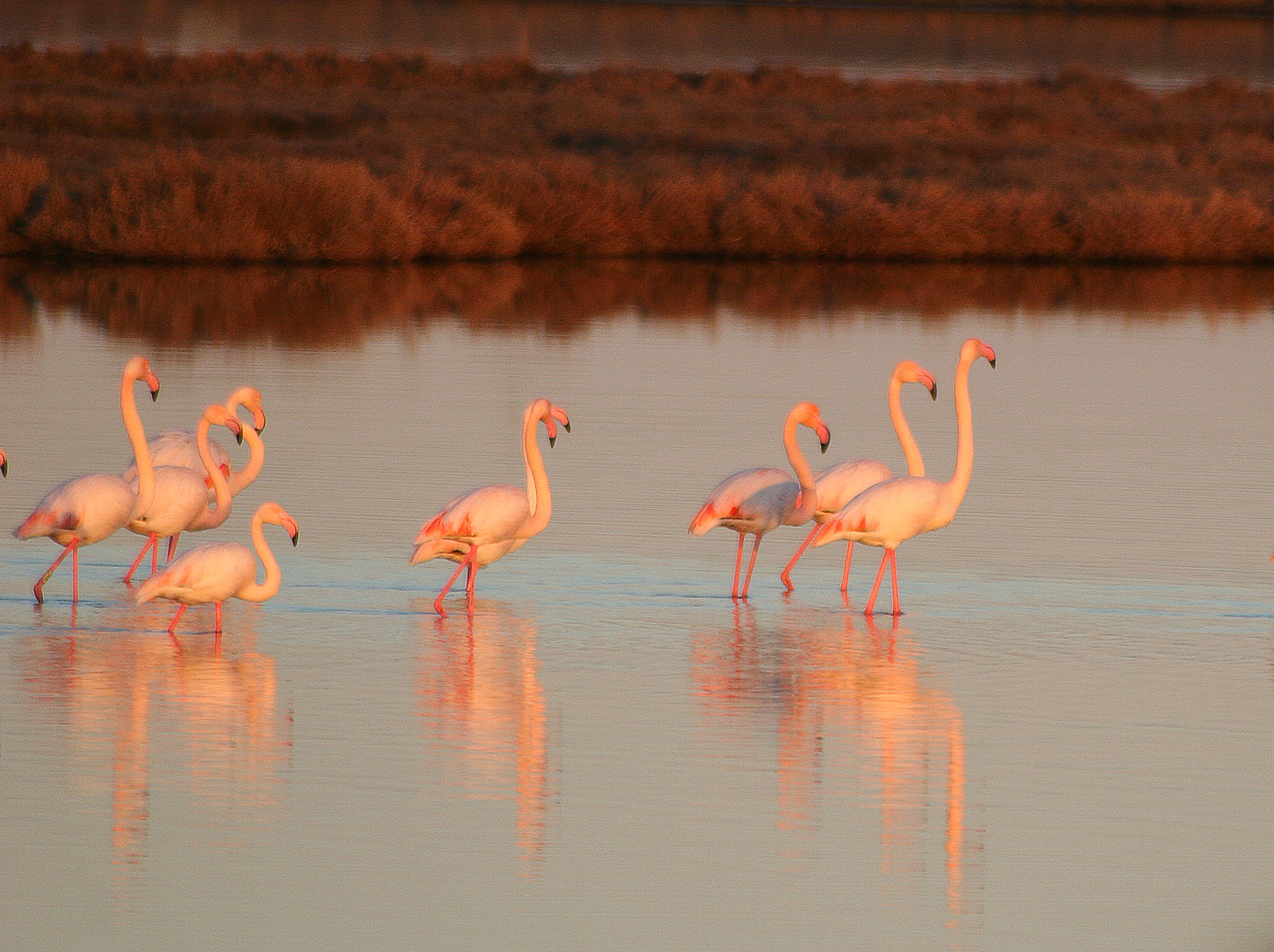
Flamants dans le lac Vistonída.
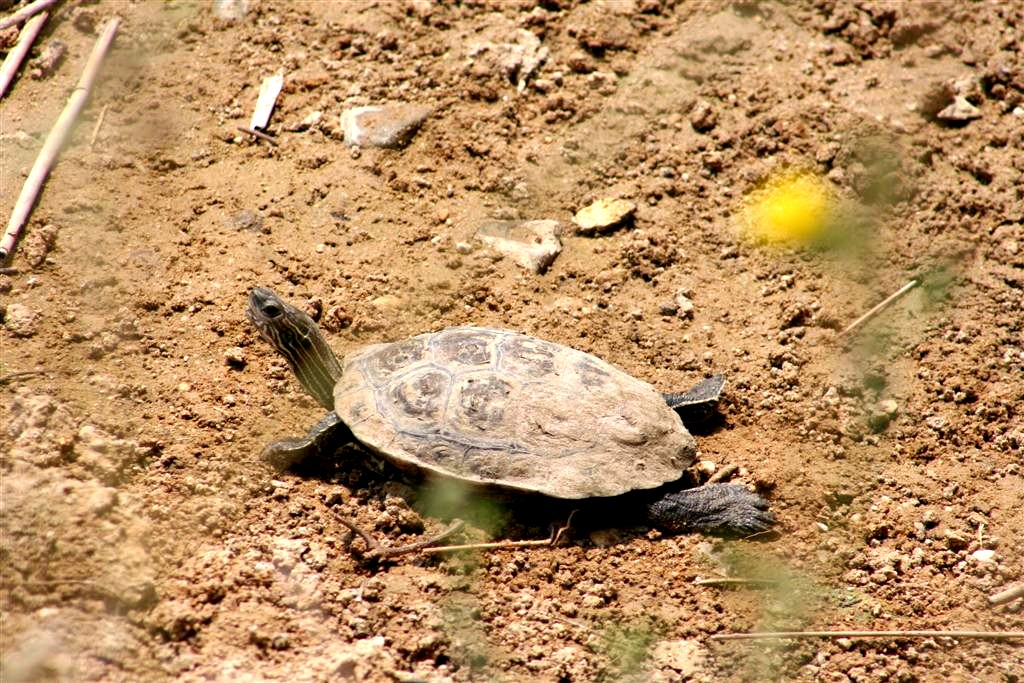
Sanctuaire pour les tortues.
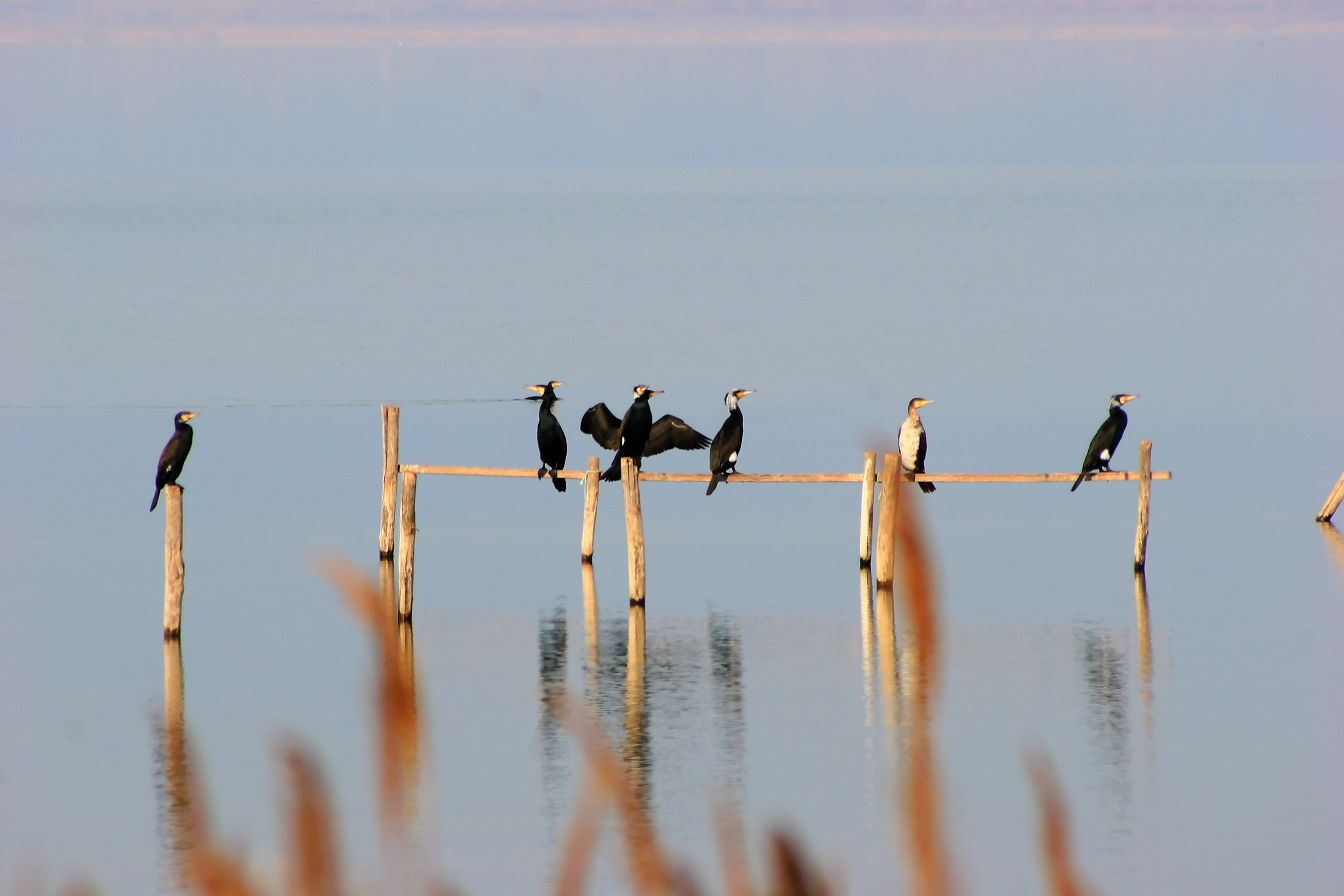
Cormorans.